# روبرت هاركورت (سياسي)
روبرت هاركورت (بالإنجليزية: Robert Harcourt)‏ هو سياسي بريطاني (وحمل سابقاً جنسية المملكة المتحدة لبريطانيا العظمى وأيرلندا)، ولد في 1902، وتوفي في 25 أغسطس 1969. انتخب عضو برلمان أيرلندا الشمالية وانتخب Member of the Senate of Northern Ireland ‏.